# Port de Riga
Le Port de Riga (letton : Rīgas brīvosta) est un  port à Riga en Lettonie.

## Présentation
Le port franc de Riga est le plus grand port de Lettonie, situé à l'embouchure du fleuve Daugava, dans la ville de Riga, et géré par l'autorité du port franc de Riga.
Le port est situé sur les deux rives du Daugava, et est ouvert à la navigation en toutes saisons.
La longueur totale des quais du port est de 18 km, le tirant d'eau maximum des navires à l'embarcadère est de 15 mètres.
La capacité de manutention des marchandises des terminaux situés dans la zone du port franc est de 45 000 000 t par an.

## Trafic

### Marchandises
Riga est un port multifonctionnel. Les principales cargaisons sont des conteneurs, du charbon, du bois, des conteneurs, des produits pétroliers, des produits céréaliers, divers métaux et engrais minéraux.

### Passagers
En 2019, une seule ligne régulière de traversiers pour passagers et cargo/passagers opère dans le port de Riga, reliant Riga à Stockholm.
| Operators | Līnija                   | Kuģi                                                               |
| --------- | ------------------------ | ------------------------------------------------------------------ |
| Tallink   | Rīga - Stockholm         | Lettonie: Romantika; Estonie: Victoria I                           |
| Tallink   | Stockholm - Rīga         | Lettonie: Romantika; Estonie: Victoria I                           |
| Tallink   | Rīga - Helsinki          | Lettonie: Romantika; Finlande: Silja Serenade; EstonieBaltic Queen |
| Tallink   | Helsinki - Rīga          | Lettonie: Romantika; Finlande: Silja Serenade; EstonieBaltic Queen |
| Tallink   | Rīga - Mariehamn (Āland) | Lettonie: Romantika                                                |
| Tallink   | Mariehamn (Āland) - Rīga | Lettonie: Romantika                                                |